# 粟田貴也
粟田 貴也（あわた たかや、1961年10月28日 - ）は、日本の実業家。トリドールホールディングス創業者・代表取締役社長。兵庫県神戸市生まれ。2023年8月時点で、保有資産1460億円以上のビリオネアである。

## 人物・来歴
1961年、兵庫県神戸市生まれ。父は兵庫県警察の警察官で、母と2歳上の兄の4人家族。
3歳のときに加古川市へ転居し、加古川市立平岡中学校に進んだ頃に父がくも膜下出血で死去。母が内職で家計を支えながら加古川東高等学校を卒業。兄も警察官になった。
1981年神戸市外国語大学入学。1年のときに本屋で立ち読みした雑誌に神戸でケーキを売る菓子屋店の社長が外国製の愛車と映っている記事を読んでケーキ職人を志した。同級生に株式会社バルニバービ創業者の佐藤裕久がいる。佐藤が1年生で作ったサークルに粟田が入部した。
店を持とうと、1982年大学を中退。新聞の求人欄で給料が最も高いところを探すと「月収50万円」というトラック運転手の募集があり、早朝から深夜まで働いた。気が付くと貯金が600万円になっていた。日付が変わった深夜に寝泊まりしてたトラックターミナルの近くに軽トラックがきて、若い男女が車で居酒屋をやっていた。店を営むその2人の会話で癒されてくなか「憩いの場」を作りたいと居酒屋へ夢が転じる。
1985年8月に運送会社のトラック運転手として開業資金を貯め、トリドール三番館を創業。粟田が子供の頃から育った加古川市で国鉄（現JR）の駅に近い路地に開いた。同時に幼馴染の女性（大型居酒屋チェーンで修行していた頃に偶然の再会）に求婚、結婚。粟田は妻に「店を一緒にやろう！生涯に焼鳥屋を三店持ちたい」と話し、“トリドール三番館”と命名した。
1990年有限会社トリドールコーポレーション代表取締役社長。
1995年10月、株式会社トリドール（現株式会社トリドールホールディングス）へ組織変更し、同社代表取締役社長に就任。
30代後半に父の故郷の丸亀市に立ち寄った。当時、愛媛県で野菜作りに有機肥料を使っている人を知り、そこで焼き鳥店で串に刺すタマネギの栽培を始めた。その畑を視察した帰りだった。その際、行列のできる店に遭遇、それが香川特産の讃岐うどんだった。そのことがキッカケに2000年11月「丸亀製麺」1号店を加古川市に開店。名前の由来は「父の故郷の丸亀と、長寿の象徴の鶴亀の亀に丸というのが縁起がいい」ということから付けられた。
2003年9月末、JR神戸駅に近い商業ビルの地下1階のフードコートにセルフ式讃岐うどん丸亀製麺を開業。当時は調理済みの料理を温めて出すだけの「安い」「早い」の店ばかりだった。「これなら勝てる」と決断した。2004年1月、鳥インフルエンザの影響で焼き鳥屋から緩やかに、うどん屋へシフトチェンジ。当時の店舗の3分の2が焼き鳥、売り上げは半分を占めていたが、2007年3月期の連結決算の売上高108億8,500万円のうち「丸亀製麺」は41億6,600万円と4割近くに達し、焼き鳥系を初めて上回る。7年で74店に達し業容を拡大した。
2006年2月に東証マザーズ市場へ上場。2008年12月に東証一部へ昇格。2011年4月にハワイで海外1号店を皮切りに、上海、ソウル、モスクワ、ジャカルタで開店。その後、M&Aなどを進め業容を拡大させた。2020年末現在は国内に857店舗、海外に11の国と237店舗を構える。
2011年7月には「丸亀」の名前を全国に広めたとして、香川県丸亀市の文化観光大使に任命された。
2023年7月18日、トリドール三番館創業及び丸亀製麺1号店開店の地である加古川市の観光大使に任命された。また同日、市とトリドールホールディングスが地域活性化に関する包括連携協定を締結した。
2023年8月25日、保有資産10億ドル（日本円で1460億円）以上のビリオネアとなった。

## 好きな言葉
- 「功崇惟志、業広惟勤」（功（こう）の崇（たか）きはこれ志（し）、業（ぎょう）の広きはこれ勤（きん））

　　志をしっかり立てれば結果は高くなり、勤勉であれば事業は広くなる。
- 「再斯可也」（再びせば斯れ可なり）

　　物事は二度考える程度にすれば十分。迷ったら余り悩まず、どちらかなという問題はやる。

## 実績

### 創設
- 丸亀製麺
- とりどーる
- 肉のヤマキ商店
- コナズカフェ
- かつ丼 トンテキ 豚屋とん一
- ラー麺ずんどう屋

### 過去に存在していた業態
- スージーおばさんのトマトパスタ

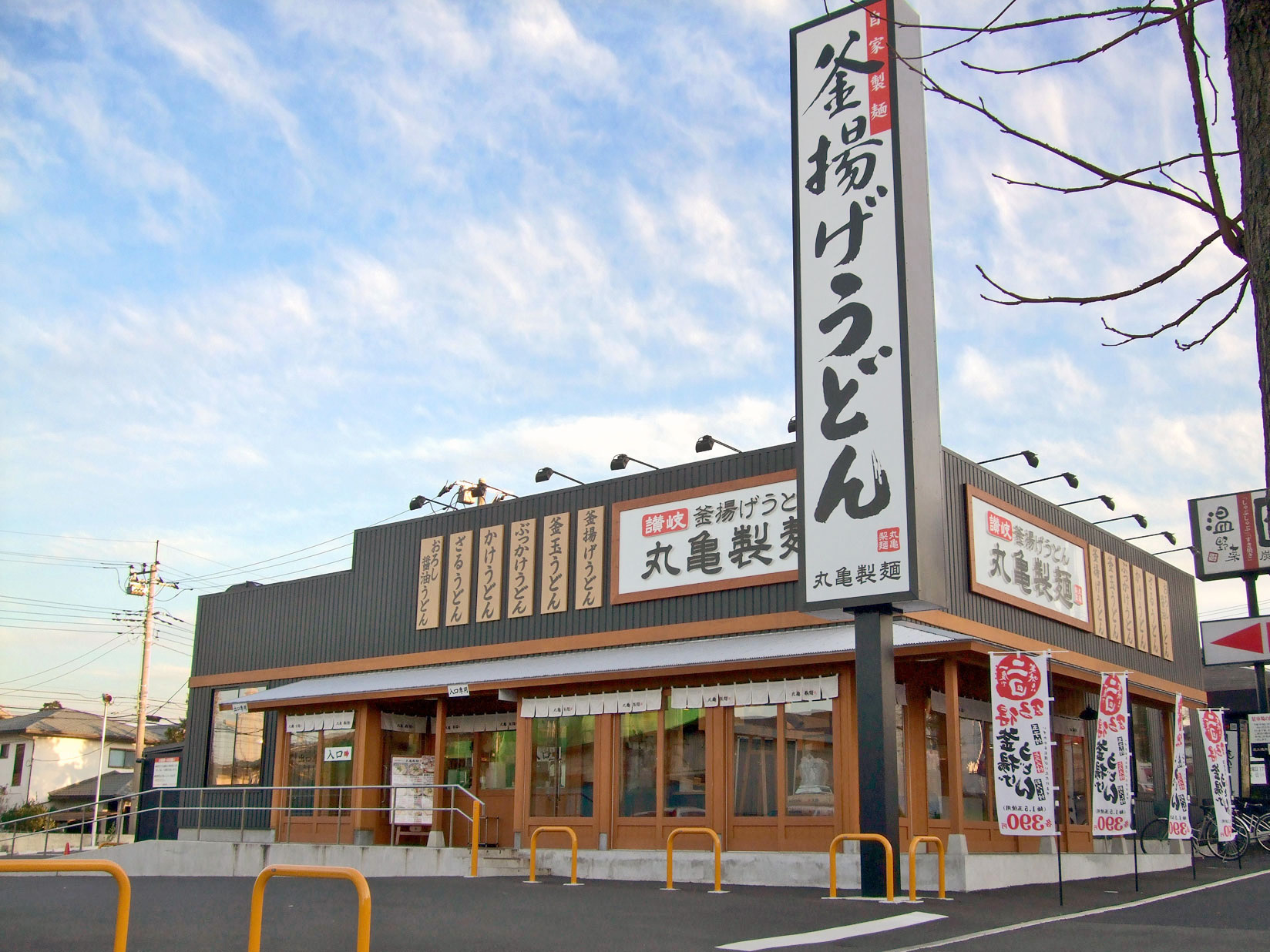
丸亀製麺
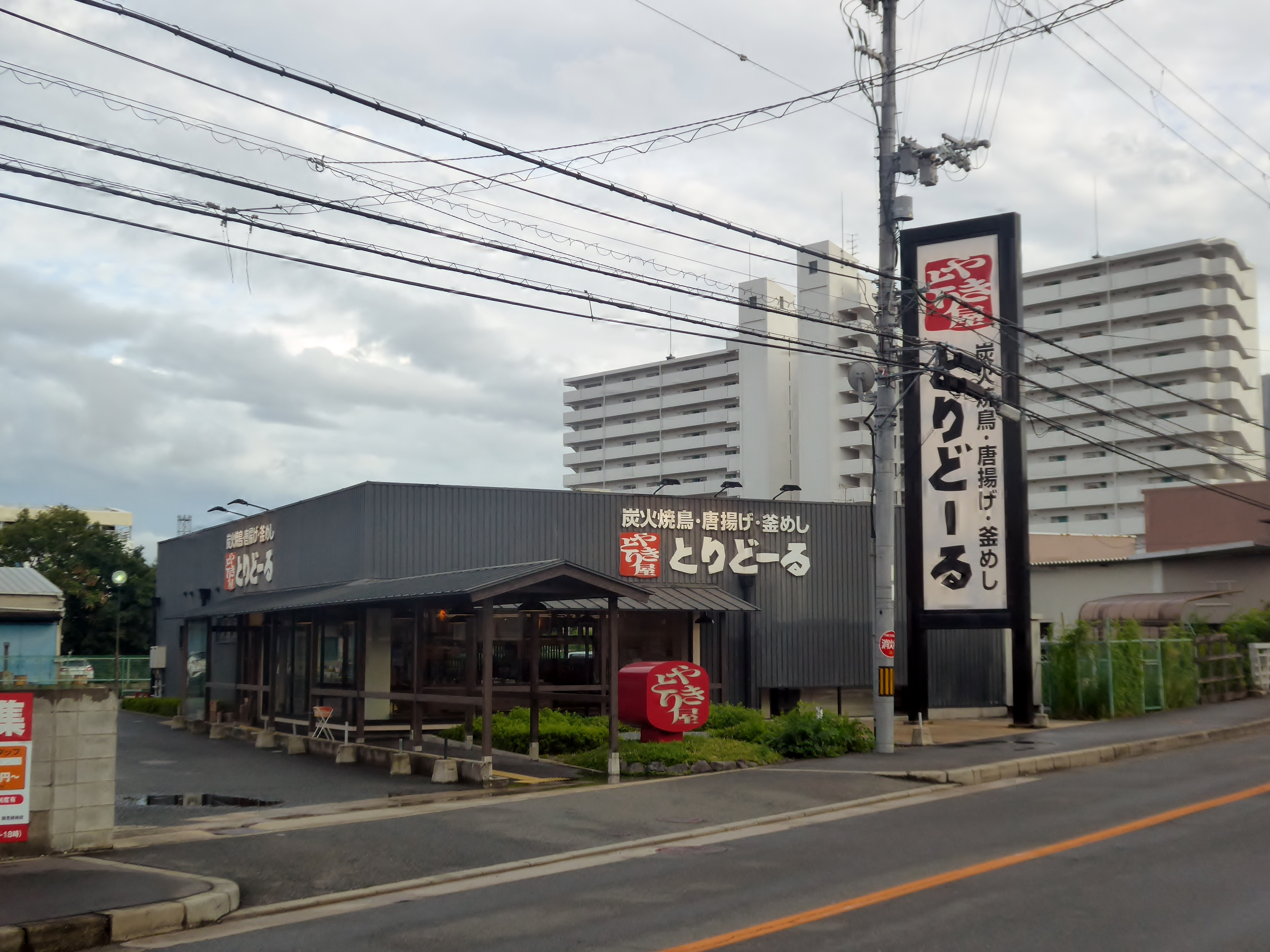
とりどーる
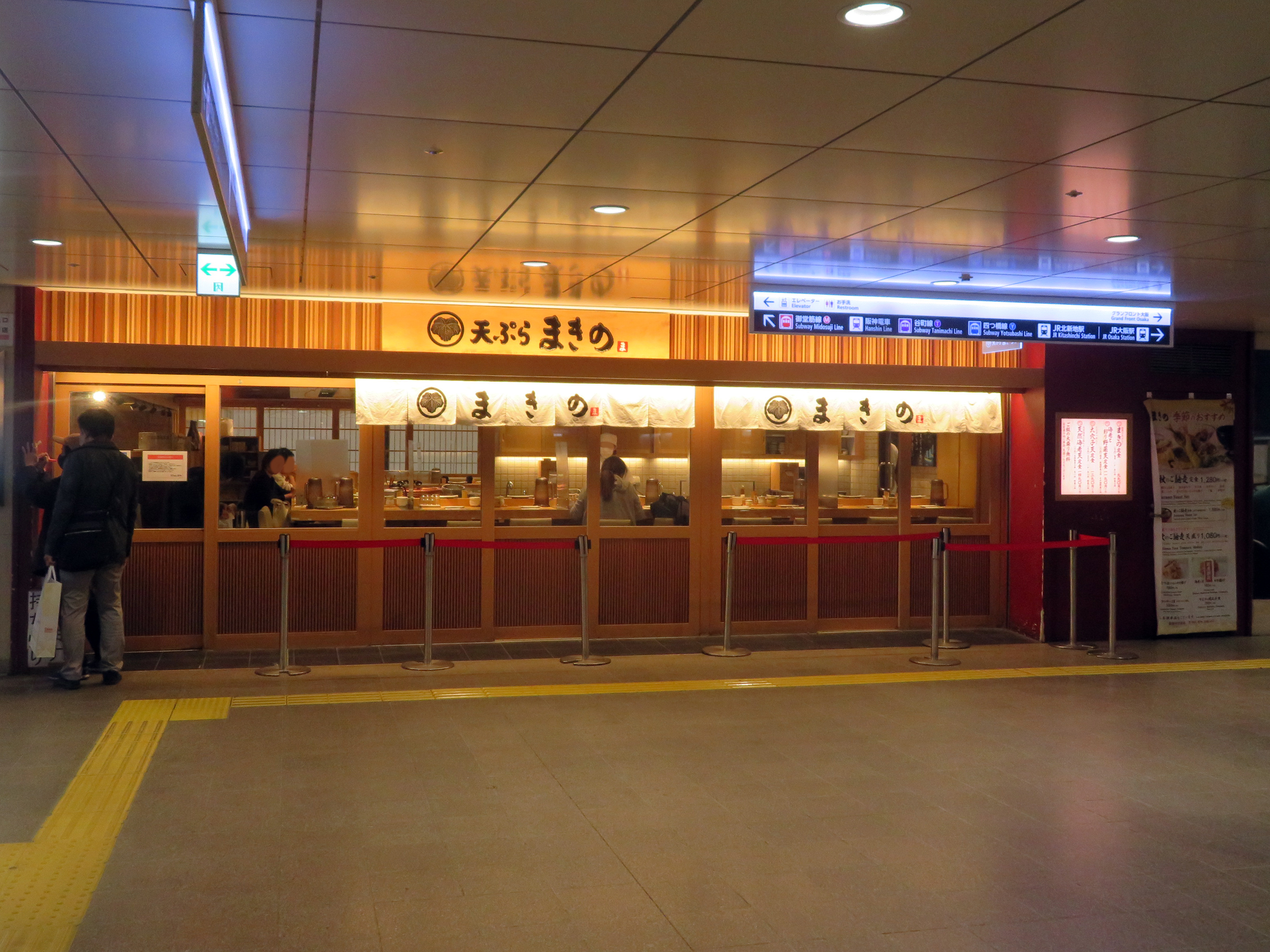
天ぷらまきの
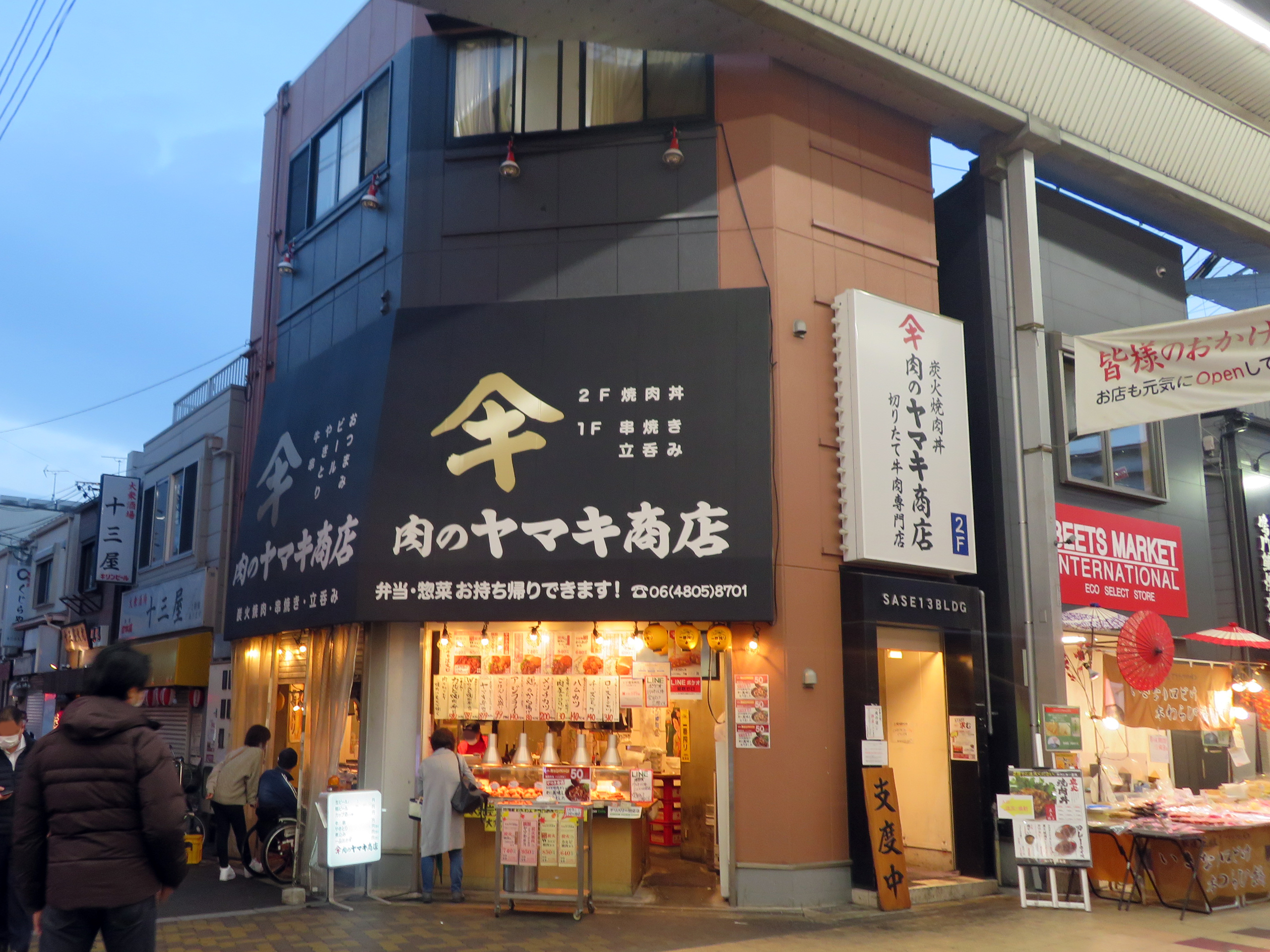
肉のヤマキ商店
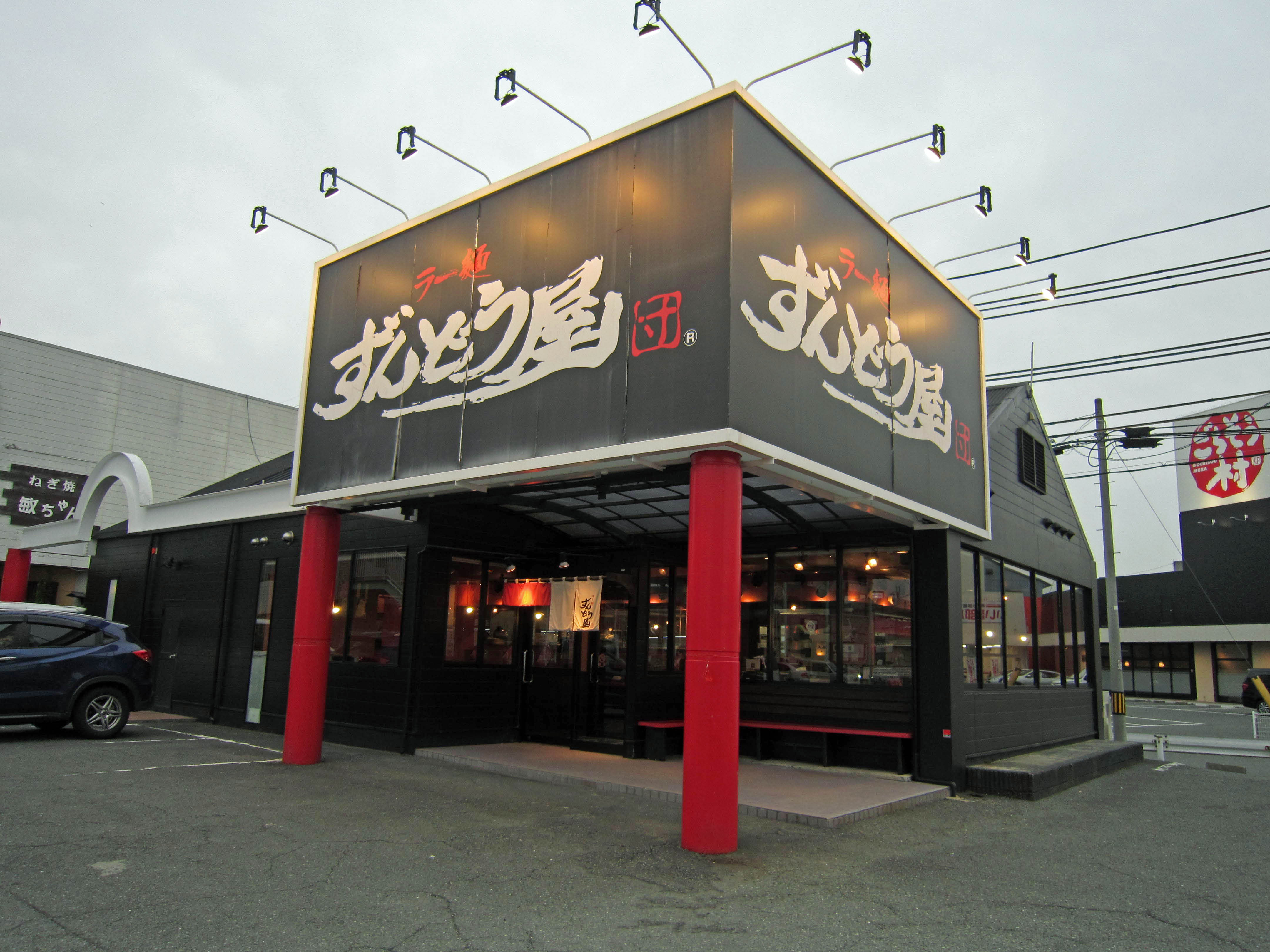
ラー麺ずんどう屋

## 出演

### テレビ

#### TBSテレビ
- 「ジョブチューン アノ職業のヒミツぶっちゃけます!」[11]
- 「坂上&指原のつぶれない店」[11]
- 「ひるおび！」[11]

#### フジテレビ
- 「ビジネスStyle」[11]

#### テレビ東京
- 「カンブリア宮殿」（テレビ東京）
  - 日本一のうどんチェーン！急成長の秘密は"常識破り経営"にあり！（2013年4月25日）[12]
  - 外食・大量閉店時代でも躍進！ 知られざる丸亀製麺のサバイバル術（2020年9月17日）[11][11][13]
- 「ソレダメ!〜あなたの常識は非常識!?〜」[11]
- 「夢遺産～リーダーの夢の先～」[11]
- 「戦士の逸品」[11]
- 「日経スペシャル 未来世紀ジパング〜沸騰現場の経済学〜」[11]
- 「E morning」[11]

### 雑誌
- PRESIDENT（プレジデント社）[14]
- 週刊ダイヤモンド（ダイヤモンド社）[15]
- 週刊文春（文藝春秋）[16]
- 飲食店経営（アール・アイ・シー）　※ 表紙[17]
- 日経ビジネス（日経BP）[18]